# 프리뷰 전자제어 서스펜션
프리뷰 전자제어 서스펜션(영어: Electronically Controlled Suspension with Road Preview)은 주행 중 방지턱과 같은 충격이 운전자에게 전달되지 않도록 서스펜션을 조절해 주는 시스템이다.

## 상세
프리뷰 전자제어 서스펜션은 전방 카메라를 통해 노면 인식을 진행하며 충격 요소의 높이, 길이 등 세부 정보를 파악하며, 차 내 컴퓨터를 통해 4개의 서스펜션을 독립적으로 제어하여 충격을 감소시킨다. 포트홀이나 방지턱과 같이 운전자에게 충격을 주는 것에 대응하기 위해 차량에 설치된 전방 카메라가 노면 정보를 인식하고 내비게이션의 지도 정보를 실시간으로 분석해 서스펜션을 빠르게 제어한다. 다만 내비게이션과 현 도로 상태가 다르다고 시스템에서 자체적으로 인식한 경우, 내비게이션 정보를 활용하지 않고 일반적인 전자제어 서스펜션 기능을 사용한다.
특별한 하드웨어 추가 장착이 필요하지 않으며, 이미 차량에 장착된 전자제어 서스펜션 시스템을 기반으로 노면 데이터를 분석하기 때문에 필요한 소프트웨어만 추가하면 차체에서 자동으로 조절한다. 관련 기술로 '험로 주행 모드(Multi Terrain Control)'가 접목되어 있다.

## 적용 차량
- 제네시스 GV80
- 제네시스 G80
- 제네시스 GV70
- 기아 K9